# 死霊の罠2/ヒデキ
『死霊の罠2／ヒデキ』（しりょうのわな2/ひでき）は、1992年7月11日に公開された日本映画。ジャンルはスプラッター、ホラー、オカルト。

## 解説
1988年公開の『死霊の罠』の姉妹編にあたる。続編の企画は以前より存在していたが、実際に起きた連続殺人事件の影響により中止となっていた。
監督は『LSD -ラッキースカイダイアモンド-』の橋本以蔵、主演は佐野史郎。ほか、ヒロインには中島唱子、近藤理枝、物語の鍵を握る霊媒師役を池波志乃が出演したほか、平泉成、きたろうら個性派、ベテラン俳優らが脇を固めた。前作『死霊の罠』でのグロテスクな描写や演出がより過激となり、血みどろな殺戮シーンにはじまり、被害者の全身は判別がつかないほどの状態を出すためSF特殊メイクを多用したほか、狂気を佐野に委ね前作で登場したヒデキという謎めいた霊体の素材を深く掘り下げクローズアップさせるなど、ストーリーや映像にも凝ったものとなった。

## 物語
映画館で、映写技師の職を得ているカメラマンの亜紀は、とくに誰とも口をきくわけでなく、かつて身勝手な男に騙され身体を傷つけられたという過去を持っている孤独な女性である。そんなある日、いつものように仕事を終えた亜紀は、唯一心を許せる親友で現役のリポーター絵美に誘われ夕食をともにするが、そこに現れた絵美の知人・倉橋という男がやがて常軌を逸したように亜紀につきまといはじめる。数日後、絵美が番組でリポートした事件の収録ビデオを見た亜紀は、カメラの片隅に映る謎の少年の姿を確かに目にする。その日より、亜紀と絵美、そして倉橋を巻き込んだ狂気の世界が繰り広げられる。

## 出演
- 亜紀 - 中島唱子
- 絵美 - 近藤理枝
- 倉橋 - 佐野史郎
- 倉橋の妻・トシコ - 角替和枝
- コールガール - ルビー・モレノ
- TVディレクター - 新井康弘
- 絵美の友人 - 田口浩正
- 霊媒師の使者 - きたろう
- 女霊媒師 - 池波志乃
- 映画館従業員 - 大島蓉子
- 支配人・亜紀の上司 - 平泉成

## スタッフ
- 製作：ジャパンホームビデオ
- 監督：橋本以蔵
- 脚本：小中千昭、橋本以蔵
- 製作：伊藤直克、藤田光男
- 音楽：阿部正也[2]。
- 撮影：藤石治
- 美術：澤田清隆
- 照明：居山義雄